# Воля-Філіповська
Воля-Філіповська (пол. Wola Filipowska) — село в Польщі, у гміні Кшешовиці Краківського повіту Малопольського воєводства.
Населення — 2834 особи (2011).

## Демографія
Демографічна структура станом на 31 березня 2011 року:
|          | Загалом | Допрацездатний вік | Працездатний вік | Постпрацездатний вік |
| -------- | ------- | ------------------ | ---------------- | -------------------- |
| Чоловіки | 1354    | 251                | 951              | 152                  |
| Жінки    | 1480    | 296                | 869              | 315                  |
| Разом    | 2834    | 547                | 1820             | 467                  |